# Male Brusnice
Male Brusnice je naselje u slovenskoj Općini Novom Mestu. Male Brusnice se nalazi u pokrajini Dolenjskoj i statističkoj regiji Jugoistočnoj Sloveniji. 

## Stanovništvo
Prema popisu stanovništva iz 2002. godine naselje je imalo 53 stanovnika.